# Georgetown (Colorado)

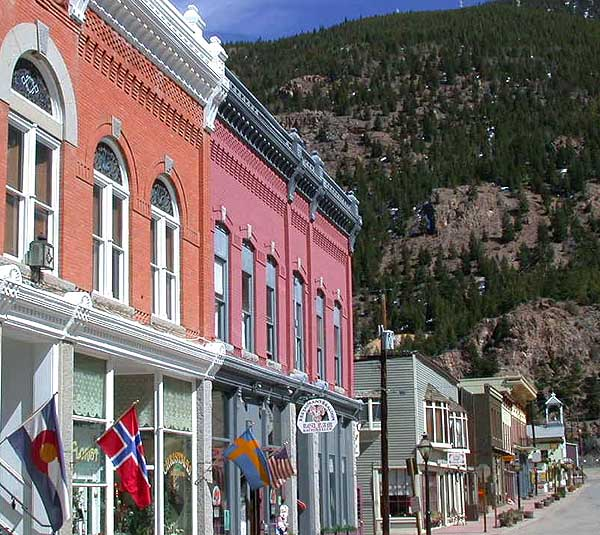
Sixth Street in het centrum van Georgetown

Georgetown is een plaats (town) in de Amerikaanse staat Colorado, en valt bestuurlijk gezien onder Clear Creek County. Georgetown werd in 1859 gesticht als kamp voor goudzoekers in de nabije zilvermijnen van Pike's Peak.

## Demografie
Bij de volkstelling in 2000 werd het aantal inwoners vastgesteld op 1088.
In 2006 is het aantal inwoners door het United States Census Bureau geschat op 1054, een daling van 34 (-3.1%).

## Geografie
Volgens het United States Census Bureau beslaat de plaats een oppervlakte van
2,7 km², waarvan 2,5 km² land en 0,2 km² water. Georgetown ligt op ongeveer 2827 m boven zeeniveau.

## Plaatsen in de nabije omgeving
De onderstaande figuur toont nabijgelegen plaatsen in een straal van 20 km rond Georgetown.